# Samurai Warrior: The Battles of Usagi Yojimbo
Samurai Warrior: The Battles of Usagi Yojimbo est un jeu vidéo d'action développé par Beam Software et édité par Firebird Software en 1988. Développé pour Commodore 64, ZX Spectrum et Amstrad CPC, ce jeu est adapté de la bande-dessinée de Stan Sakai, Usagi Yojimbo, qui narre les aventures de Miyamoto Usagi, un lapin samouraï sans maître (rōnin) au début du XVIIe siècle (période Edo).

## Synopsis
Le joueur incarne le lapin samouraï Miyamoto Usagi dans un japon féodal livré à la guerre entre seigneurs. Le héros, également connu sous le nom de Usagi Yojimbo, doit délivrer son ami Lord Noriyuki, enlevé par le seigneur Hikiji.
Pour retrouver le lieu où est séquestré son ami, Usagi doit parcourir les terres en guerre. Sur certains chemins Il trouvera des auberges où acheter de la nourriture et reprendre des forces, mais aussi récolter des informations auprès des villageois. Il croisera également la route de ninja et chasseurs de tête qu'il devra combattre.

## Système de jeu
Le personnage évolue dans un décor défilant de gauche à droite. Il croise sur sa route, différents personnages et doit affronter au sabre des bandits et ninjas, parfois déguisés en paysans ou en prêtres, tout en évitant les attaques de shuriken, de bâtons et de sabres. Pour retrouver la piste de son ami, Usagi doit collecter des indices et des pistes qu’il collecte auprès des personnages qu’il rencontre dans les auberges.
L’esprit respecte les codes du japon féodal et de la bande-dessinée de Stan Sakai : Usagi doit respecter les personnages de son rang et de rang supérieur en s’inclinant à leur rencontre. En cas de manquement à cette règle, un combat s’engage. De même, si Usagi garde son épée dégainée alors qu'il croise un personnage, celui-ci se sentira agressé et attaquera.
En plus de gagner les combats et d’avancer dans l’aventure pour retrouver son ami, le joueur doit gérer deux valeurs importantes:
- La première, le ryo, représente l'argent qu’il trouve sur les assaillants vaincus et qui lui permet d’acheter dans les auberges de quoi récupérer physiquement.
- La deuxième, le karma, évalue les valeurs et code d’honneur du samouraï : il augmente lorsqu’il fait une bonne action, mais diminue dans le cas inverse (tuer un paysan en pensant que c‘était un ninja déguisé par exemple). Si le karma tombe à zéro, le lapin se suicide par hara-kiri[4].

## Accueil

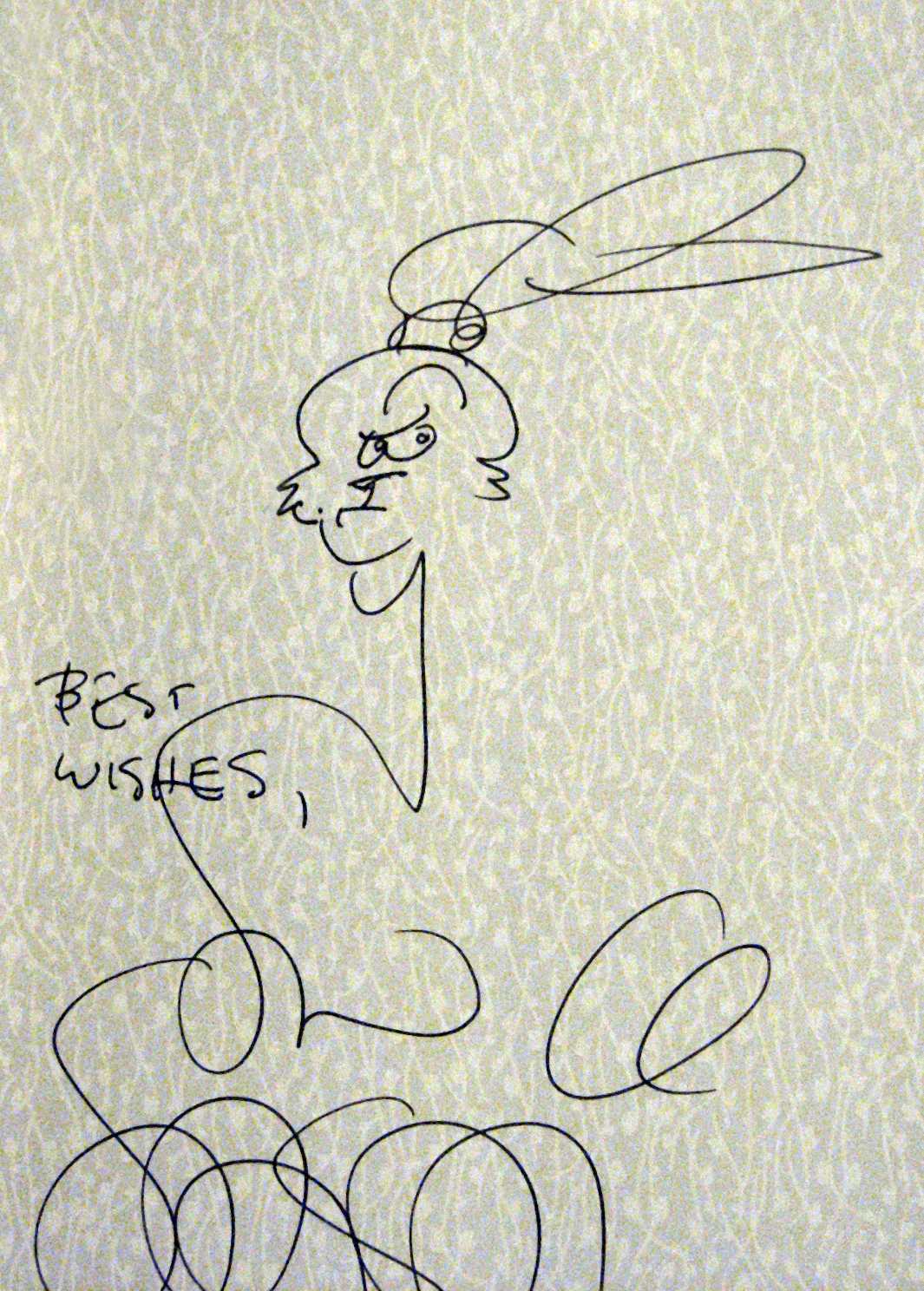
Dessin du héros Miyamoto Usagi dédicacé par Stan Sakai.

Le jeu est bien accueilli à sa sortie en 1988, tant par les graphismes qui exploitent bien les capacités des machines, que de l’originalité du jeu qui ne se limite pas à un jeu de combat mais qui permet également une interaction avec les personnages rencontrés.
- Tilt n°55 (juin 1988) : « Samuraï Warrior allie une action à un dépaysement rafraîchissant. »[4]
- Amstrad 100% n°8 (octobre 1988) : « [le jeu] a pour lui une excellente réalisation, de très jolis graphismes (...) et une bande sonore agréable mais lassante à la longue. Le plus gros reproche (...) qu'on puisse lui faire est le manque d'action, qui entraîne une certaine monotonie dans le jeu. »[5]
- Micro News n°16 (décembre 1988) : « Il y a suffisamment de difficultés dans ce logiciel pour décourager les plus fiers d'entre vous. (...) Le graphisme est, dans l'ensemble, très réjouissant. Un lapin qui se laisse déguster avec grand plaisir. »[6]

## Développement
La jaquette signale que le jeu a été développé par les auteurs du jeu de combat The Way of the Exploding Fist, élu jeu de l'année aux Golden Joystick Awards en 1985. Cet argument commercial fait référence avant tout à l'équipe de Beam Software. puisque les auteurs de Samurai Warrior sont Doug Palmer à la programmation, Russel Comte au graphisme et Neal Brennan à la musique,.
Il est sorti en France au prix de 89 francs sur cassette et de 149 francs sur disquette.